# Halonymphidae
De Halonymphidae is een familie van tweekleppigen uit de orde Anomalodesmata.

## Geslacht
- Halonympha Dall & E. A. Smith, 1886